# N6,N6-Dimethyladenin
N6,N6-Dimethyladenin (6-Dimethylaminopurin) ist eine heterocyclische organische Verbindung mit einem Puringrundgerüst. Es ist ein Derivat der Nukleinbase Adenin, welches an der Aminogruppe zweifach methyliert ist. Es kommt als Bestandteil des Nukleosids N6,N6-Dimethyladenosin (m62G) in der rRNA vor. Es ist auch ein Hydrolyseprodukt des Puromycins.
Weitere dimethylierte Nukleinbasen sind N2,N2-Dimethylguanin und N4,N4-Dimethylcytosin.